# Festival de Cinema de Belfort Entrevues
El Festival de Cinema de Belfort Entrevues és un festival de cinema internacional que té lloc a Belfort (França). És consagrat a la jove creació contemporània, gràcies a la seva competició internacional de primera, segona i tercera pel·lícules i la retrospectiva d'autors (integrals, homenatges, temàtica). També dona suport als joves cineastes gràcies al seu premi Films en cours que ofereix un suport complet de postproducció a un guanyador (seleccionat a partir de cinc llargmetratges internacionals al final del procés de muntatge d'imatges).

## Història i funcionament
El primer Festival de Belfort, consagrat a les pel·lícules d'escola i al cinema francès, fou creat en 1969 sota el nom  Festival de joves autors de Belfort. Fou reeditat en 1986 per Janine Bazin.
Ha estat dirigit successivament per Janine Bazin de 1986 a 2000, Bernard Benoliel de 2001 a 2004, Catherine Bizern de 2005 a 2012 i Lili Hinstin des de 2013. En 2015 el festival va celebrar la seva trentena edició.

## Descobriments i retrospectives
Al llarg dels anys, molts joves cineastes, francesos i estrangers, avui reconeguts, van veure les primeres pel·lícules seleccionades. Entre d'altres: Darren Aronofsky, Alain Guiraudie, Chen Kaige, Abdellatif Kechiche, Wang Chao, Athina Rachel Tsangari, Rabah Ameur-Zaïmeche, Angela Schanelec, Patricia Mazuy, Yousry Nasrallah, Olivier Assayas, Jean-Claude Brisseau, João Botelho, Laurent Cantet, Leos Carax, Pedro Costa, Cyril Mennegun, Idrissa Ouedraogo, François Ozon, Nicolas Philibert, Paulo Rocha, Walter Salles, Claire Simon, Lars von Trier, o més recentment Laurent Achard, Brillante Mendoza, Albert Serra, Sophie Letourneur o Tariq Teguia.
Des de 1986 s'han consagrat retrospectives a Michelangelo Antonioni, David Cronenberg, Alain Resnais, Bulle Ogier, Jerzy Skolimowski, Michael Cimino, André S. Labarthe, Barbet Schroeder, Ornella Muti, Jean-Pierre Gorin, Paul Schrader, Bernadette Lafont, Miloš Forman, Marco Bellocchio, Gleb Panfilov, Inna Tchourikova, Pascal Thomas, Edith Scob, Michael Lonsdale, Jean-Claude Brisseau, Paul Verhoeven, Adolfo Arrietta, Abel Ferrara, Eric Rohmer, Jean-Pierre Mocky, Jacques Doillon, Tony Gatlif, Kiyoshi Kurosawa, Otar Iosseliani, Bong Joon-ho, Melvil Poupaud.

## Premis
- Gran Premi Janine Bazin: Premi de 8000 € atorgat pel jurat internacional a un llargmetratge, dotat per la Ciutat de Belfort i recolzat pel GNCR;
- Premi d'Ajuda a la Distribució: Premi de 15.000 € de compra de drets per a una difusió en Ciné+ Club al distribuïdor francès de la pel·lícula guanyadora, atorgat pel jurat internacional.
- Premi del Curtmetratge: Premi de 3.500 € atorgat pel jurat internacional al curtmetratge guanyador.
- Premi Eurocks One+One: Premi de 2500 €, atorgat per Eurockéennes amb el suport de Sacem i guardonat pel jurat Eurocks. Està format per 5 joves d'entre 18 i 25 anys de la zona de Belfort i un professional del món de la música i premia una pel·lícula del concurs internacional l'esperit musical de la qual és "notable, gratuït i innovador".
- Premi del Públic de llargmetratge: Premi de 3.000 € determinat pel vot públic al final de les projeccions de les pel·lícules en competició.
- Premi del Públic de curtmetratge: Preu de 1700 € determinat pel vot públic després de les projeccions de les pel·lícules en competició.
- Premi Gérard Frot-Coutaz: Premi atorgat pel jurat Camira (Cinema And Moving Image Research Assembly) de 5000 €. Sota l'ègida de la Fondation de France, el premi premia un jove director francès pel seu primer llargmetratge de ficció (competicióa "primera ficció francesa");
- Premi Camira: Publicació d'una entrevista i un article sobre General Intellect, el diari oficial de l'associació.

## La programació
El programa del festival es divideix cada any al voltant de vuit seccions que són:
- La competició: revelador i cercador de talents durant més de trenta anys, la competició internacional d'Entrevues està dedicat a la primera, segona o tercera pel·lícula, ficció o documental. Cada any es presenten 12 llargmetratges i 12 curtmetratges i mitjanes originals d'arreu del món.
- Avant-premières et séances spéciales: Una selecció de pel·lícules presentades al públic d'1 a 3 mesos abans de la seva estrena en cinemes en presència dels equips, però també cineconferències, una selecció de curtmetratges proposats per la Cinémathèque Française, un "cine-concert", una carta blanca per a l'espai multimèdia Gantner, així com < "master-class" temàtiques.
- La Fabbrica: aquesta secció dedica cada any una retrospectiva a un cineasta. Els espectadors creuen amb aquest en pel·lícules, trobades i "carta blanca d'actors" totes les etapes de la seva carrera professional. Després de Jacques Doillon (2013), Tony Gatlif (2014), Otar Iosseliani (2015), fou convidat d'honor Melvil Poupaud qui va obrir el seu laboratori creatiu al públic en 2016. En 2017, Saïd Ben Saïd, productor de les darreres pel·lícules de Brian De Palma, David Cronenberg, Paul Verhoeven i Philippe Garrel proposa el seu festival de somni.[7][8]
- La Transversale : es tracta d'una retrospectiva temàtica tradicional, que inclou pel·lícules de tots els temps, edats i gèneres. El tema és diferent cada any: "Els diners governen el món" (2012), "La Commedia dels errors" (2013), "Viatjar en el temps" (2014), "Cadàver exquisit" (2015), "Remakes" (2016), "La història secreta del cinema a la televisió francesa" (2017).[9]
- Un certain genre : Cinéma de gènere, cinema experimental o cinema bis, el marge del cinema sempre ha influït fortament en el seu centre. Exploració a través del menú de grans cineastes o grans gèneres que han canviat la història. Els cineastes honrats associen amb una de les seves pel·lícules una altra pel·lícula sobre el principi de Double feature : "nouveau cinéma suisse" ; cinema clàssic i cinema de gènere amb Kira Mouratova (2010), Eric Rohmer (2011), Jean-Pierre Mocky (2012), John Carpenter (2013), Kiyoshi Kurosawa (2014) ; cinema sud-coreà amb Bong Joon-Ho (2015) ; "nouveau burlesque français" (2016) amb Antonin Peretjatko, Serge Bozon, Emmanuel Mouret, Jean-Christophe Meurisse, Quentin Dupieux, i les "Réalités virtuelles" (2017) amb pel·lícules en realitat virtual i una selecció de pel·lícules explorant el subjecte.
- Premières épreuves : Entrevues proposa una programació per acompanyar la pel·lícula al programa del baccalauréat dels liceus en opció cinema-audiovisual. Els estudiants de secundària d'arreu de França venen a Belfort a seguir aquesta proposta pedagògica oberta a tothom. La secció proposa tornar al camí del cineasta en qüestió. En 2016 es va honorar una retrospectiva sobre Satyajit Ray amb la seva pel·lícula Charulata. El 2017 es va fer una retrospectiva dels llargmetratges de Charlie Chaplin, nombrosos programes de curtmetratges i un cine-concert sobre The Kid amb l'Orquestra Victor-Hugo Franche Comté.
- Cinéma & Histoire : Cada any les trobades Cinéma & Histoire proposen una perspectiva fresca, artística i científica sobre el setè art. Una temporalitat original al festival, a fi de prendre temps per pensar en el cinema com un objecte de la història i el mirall social. Les pel·lícules escollides tant pel seu valor estètic i la importància dels problemes històrics que evoquen es presenten per experts en la matèria, historiadors i crítics. Els temes són variats: "La ciutat, triomf de la llibertat?" (2006); "Del terrorisme a la resistència" (2007); "Professió espia" (2008); "La figura del treballador com a nova imatge del cinema" (2009); "El colonialisme, post-colonialisme, el neocolonialisme a l'Àfrica Negra" (2010); "Magrib, posar fi al colonialisme" (2011); "Capitalisme, temps de crisi" (2012); "14-18 Caleidoscopi" (2014); "1986" (el 30 aniversari del festival el 2015); "Aquest és el meu cos" (2016). "Hollywood davant la censura" explorant les pel·lícules de Hollywood abans del codi Hays als EUA (2017).[10]
- Entrevues Junior : Des de 2013, el festival pels infants proposa pel·lícules, còmics i animacions a partir dels 3 anys. Aquestes sessions es fan els dimecres i caps de setmana.

## Palmarès

### Gran Premi
- 2017 : Nul homme n'est une île de Dominique Marchais (França, 1h36)
- 2016 : Le Parc de Damien Manivel (França, 1h11)
- 2015 : Ben Zaken, d'Efrat Corem (Israel, 90 min)
- 2014 : Je suis le peuple, d'Anna Roussillon (França, 111 min)
- 2014 - Menció Especial del Jurat pour le llargmetratge : Bla Cinima, de Lamine Ammar-Khodja (Algèria - França, 82 min)
- 2013 : Révolution Zendj, de Tariq Teguia (Algèria - França - Líban - Qatar, 137 min)
- 2013 - Menció Especial del Jurat pel llargmetratge : TIR, d'Alberto Fasulo (Itàlia - Croàcia, 85 min)
- 2012 : Leviathan, de Véréna Paravel i Lucien Castaing-Taylor (Regne Unit - França - Estats Units, 87 min)
- 2011 ː L'Été de Giacomo, Alessandro Comodin (França – Itàlia – Bèlgica, 78 min)
- 2010 ː Tilva Rosh, de Nikola Lezaic (Sèrbia, ficció, 102 min)
- 2010 ː Let Each One Go Where He May, de Ben Russell (Estats Units, documental, 135 min)
- 2009 ː Polițist, Adjectiv, de Corneliu Porumboiu (Romania, 113 min)
- 2009 ː October Country, de Michael Palmieri & Donal Mosher (Estats Units, documental, 79 min)
- 2008 ː El cant dels ocells, d'Albert Serra (Espanya, 99 min)
- 2008 ː Aka Ana, d'Antoine d'Agata (França, documental, 60 min)
- 2007 ː Rome plutôt que vous, de Tariq Teguia (Algèria - França - Alemanya, 1 h 51)
- 2007 ː Profit Motive and the Whispering Wind, de John Gianvito (Estats Units, documental, 58 min)
- 2007 - Menció especial ː L'An prochain à Jérusalem, de Myriam Aziza (França, 1 h 28)
- 2006 : Honor de cavalleria, d'Albert Serra (Espanya, 110 min)
- 2006 : Le Temps des adieux (Zeit des Abschieds / Time Of Closure), de Mehdi Sahebi (Suïssa, documental, 63 min)
- 2004 : La Peau trouée, de Julien Samani (documental)
- 2004 - pel·lícula estrangera (ex æquo) : Cha no aji, de Katsuhito Ishii
- 2004 - pel·lícula estrangera (ex æquo) : Parapalos, de Ana Poliak
- 2004 - pel·lícula francesa : Violent Days - Dry, de Lucile Chaufour
- 2003 : Abel Ferrara: Not Guilty (Cinéastes de notre temps), de Rafi Pitts (documental)
- 2003 - pel·lícula estrangera : Il Dono, de Michelangelo Frammartino
- 2003 - pel·lícula francesa : L'Esquive, d'Abdellatif Kechiche
- 2002 - pel·lícula estrangera (ex æquo) : Klassenfahrt, de Henner Winckler
- 2002 - pel·lícula estrangera (ex æquo) : Mirror, de Hakan Sahin
- 2002 - pel·lícula francesa : Les Jours où je n'existe pas, de Jean-Charles Fitoussi
- 2001 - pel·lícula estrangera : L'Orphelin d'Anyang, de Wang Chao
- 2001 - pel·lícula francesa : Fantômes, de Jean-Paul Civeyrac
- 2001 - documental : Astae, de Thomas Ciulei
- 2000 - pel·lícula estrangera (ex æquo) : O Fantasma, de João Pedro Rodrigues
- 2000 - pel·lícula estrangera (ex æquo) : Our Song, de Jim McKay
- 2000 - pel·lícula francesa : Ça, c'est vraiment toi, de Claire Simon
- 1999 - pel·lícula estrangera : 7/25 Nana-Ni-Go, de Wataru Hayakawa
- 1999 - pel·lícula francesa : Ressources humaines, de Laurent Cantet
- 1998 - pel·lícula estrangera : Ce printemps dans mon pays natal (Areumdawoon sheejul), de Kwangmo Lee
- 1998 - pel·lícula francesa : Plus qu'hier moins que demain de Laurent Achard
- 1996 - pel·lícula estrangera : Terre lointaine (Terra Estrangeira), de Walter Salles i Daniela Thomas
- 1996 - pel·lícula francesa : Y aura-t-il de la neige à Noël ?, de Sandrine Veysset

### Premi d'ajuda la distribució
- 2017 : Playing men de Matjaz Ivanisin (Eslovènia-Croàcia, 60 min)
- 2016 : The Illinois Parables, de Deborah Stratman (Estats Units, 60 min)
- 2015 : Bienvenue à Madagascar, de Franssou Prenant (França, 102 min)
- 2014 : The Mend, de John Magary (Estats Units, 111 min)
- 2013 : See You Next Tuesday, de Drew Tobia (Estats Units, 82 min)

### Gran Premi del curtmetratge
- 2017 : She's beyond me de Toru Takano (Japon, 42 min)
- 2016 : Koropa, de Laura Henno (França, 20 min)
- 2016 : Menció especial à Le Réel parle pour nous, d'Antonin Ivanidzé (Suïssa, 29 min)
- 2015 : Antonio, lindo Antonio, d'Ana Maria Gomes (França, 42 min)
- 2014 : A Tale, de Katrin Thomas (Alemanya, 14 min)
- 2013 : Peine perdue, d'Arthur Harari (França, 38 min)
- 2012 : Vilaine fille mauvais garçon, de Justine Triet (França, 30 min)
- 2012 - Mention pour le curtmetratge : Ovos de dinossauro na sala de estar, de Rafael Urban (Brasil, 12 min)
- 2011 ː Drari, de Kamal Lazraq (França, 41 min)
- 2010 - ficció ː Des Rêves pour l'hiver, d'Antoine Parouty (França, 59 min)
- 2010 - documental ː Snack-bar Aquário, de Sergio Da Costa (Suïssa, 37 min)
- 2009 - ficció ː Chanson d'amour et de bonne santé, de João Nicolau (Portugal, 34 min)
- 2009 - documental ː Destination Finale (Final Destination), de Philip Widmann (Alemanya, 9 min)

- 2008 - curtmetratge francès ː HOM (Heart of Mine), de Franck Vialle (França, 19 min)
- 2008 - curtmetratge estranger ː Love You More, de Sam Taylor-Wood (Regne Unit, 15 min)
- 2008 - documental ː Je Flotterai sans envie, de Frank Beauvais (França, 46 min)
- 2007 - curtmetratge francès ː Entracte, de Yann Gonzalez (França, 15 min)
- 2007 - curtmetratge estranger ː China, China, de João Pedro Rodrigues i João Rui Guerra da Mata (Portugal, 19 min)
- 2007 - documental ː Black and White Trypps Number Three, de Ben Russell (Estats Units, 12 min)
- 2006 - curtmetratge francès : Twist, d'Alexia Walther (França, Suïssa, 11 min)
- 2006 - Menció especial pour le curtmetratge francès : Chroniques, de Clément Cogitore (França, 30 min)
- 2006 - Ex æquo pour le curtmetratge estrangera : Company of Mushrooms (Mo Gu Xiong Di Men), de Tan Chui Mui (Malàisia, 30 min)
- 2006 - Ex æquo pour le curtmetratge estrangera : Rapace, de João Nicolau (Portugal, 23 min)
- 2006 - Ex æquo pour le curtmetratge documental : Sur la piste, de Julien Samani (França, 32 min)
- 2006 - Ex æquo pour le curtmetratge documental : N12°13.062'/ W001°32.619' Extended, de Vincent Meessen (Bèlgica, 8 min)
- 2004 : Un camion en réparation d'Arnaud Simon
- 2001 - curtmetratge francès: Keep in Touch, de Jean-Claude Rousseau
- 2001 - curtmetratge estranger: Deadly Boring, de Henry Moore Selder
- 2001 - Menció especial del curtmetratge estranger: Inventário de Natal, de Miguel Gomes

### Premi Eurocks One + One
- 2017 : Water Folds de Jung Hee Biann Seo (Corea del Sud, 17 min)
- 2016 : Viejo Calavera, de Kiro Russo (Bolívia-Qatar, 20 min)
- 2015 : Bienvenue à Madagascar, de Franssou Prenant (França, 102 min), Menció per Western de Bill i Turner Ross (Estats Units, 93 min)
- 2014 : Hillbrow, de Nicolas Boone (França, 32 min)
- 2013 : Juke Box, d'Ilan Klipper (França, 23 min)
- 2012 : Leviathan, de Véréna Paravel i Lucien Castaing-Taylor (Regne Unit - França - Estats Units, 87 min)
- 2011 ː Le Sommeil d'or, de Davy Chou (França – Cambodja, 96 min)
- 2011 - Menció especial ː Le Marin masqué, de Sophie Letourneur (França, 36 min)
- 2010 ː Too Much Pussy ! Feminists Sluts In The Queer X Show, d'Emilie Jouvet (França - Alemanya, 98 min)
- 2009 ː We Don't Care About Music Anyway, de Cédric Dupire & Gaspard Kuentz (França, 80 min)
- 2008 ː Pink (Roz), d'Alexander Voulgaris (Grècia, 90 min)
- 2008 - Menció especial ː Je flotterai sans envie, de Frank Beauvais (França, 46 min)
- 2007 ː Loren Cass, de Chris Fuller (Estats Units, 1 h 23)
- 2007 - Menció especial ː Cap Nord, de Sandrine Rinaldi (França, 59 min)

### Premi CAMIRA - llarg i curtmetratge
(Cinema And Moving Images Research Assembly)
- 2017 : Milla de Valérie Massadian (França-Portugal, 2h06) i Rouge amoureuse de L. Garcia (França, 23 min)
- 2016 : Llargmetratge : Brüder der nacht, de Patric Chiha (Autriche, 1h28)
- 2016 : Curtmetratge : Koropa, de Laura Henno (França, 20 min)
- 2015 : Dans ma tête un rond-point, de Hassen Ferhani (Algèria - França - Qatar - Líban - Països Baixos, 100 min)
- 2014 : Hillbrow, de Nicolas Boone (França, 32 min)

### Premi del Públic - llargmetratge
- 2017 : Cornélius le meunier hurlant de Yann Le Quellec (França, 1h42)
- 2016 : De Sas en sas, de Rachida Brakni (França, 1h22)
- 2015 : Dans ma tête un rond-point, de Hassen Ferhani (Algèria - França - Qatar - Líban - Països Baixos, 100 min)
- 2014 : Je suis le peuple, d'Anna Roussillon (França, 111 min)
- 2013 : Round Trip, de Meyar Al-Roumi (França - Síria, 74 min)
- 2012 : Everybody In Our Family (Papa vient dimanche), de Radu Jude (Romania, 108 min)
- 2011 ː Louise Wimmer, de Cyril Mennegun (França, 80 min)
- 2010 ː Tilva Rosh, de Nikola Lezaic (Sèrbia, ficció, 102 min)
- 2010 ː Kurdish Lover, de Clarisse Hahn (França, documental, 98 min)
- 2009 : La Vie au ranch, de Sophie Letourneur (França, ficció, 90 min)
- 2009 : Le Plein Pays, d'Antoine Boutet (França, documental, 58 min)
- 2008 ː Prince of Broadway, de Sean S. Baker (Estats Units, 100 min)
- 2007 : Andalucia, d'Alain Gomis (França, documental, 1 h 30)
- 2007 : À côté, de Stéphane Mercurio (França, documental, 1 h 32)
- 2006 : Le Dernier des fous, de Laurent Achard (França, 96 min)
- 2006 : Le Temps des adieux (Zeit des Abschieds / Time Of Closure), de Mehdi Sahebi (Suïssa, 63 min)
- 2004 : Le Cauchemar de Darwin (Darwin's Nightmare), de Hubert Sauper (documental)
- 2004 : Cha no aji, de Katsuhito Ishii
- 2002 : Lavoura Arcaica, de Luiz Fernando Carvalho
- 2001 ː Paroles de Bibs, de Jocelyne Lemaire-Darnaud (documental)
- 2001 : Seitsemän laulua tundralta, de Markku Lehmuskallio i Anastasia Lapsui

### Premi del Públic - curtmetratge
- 2017 : She's beyond me de Toru Takano (Japó, 42 min)
- 2016 : La Maison, de Aliona Zagurovska (França, 21 min)
- 2015 : Antonio, lindo Antonio, d'Ana Maria Gomes (França, 42 min)
- 2014 : Hillbrow, de Nicolas Boone (França, 32 min)
- 2013 : Être vivant, d'Emmanuel Gras (França, 16 min)
- 2012 : Vilaine fille mauvais garçon, de Justine Triet (França, 30 min)
- 2011 ː Un Monde sans femmes, de Guillaume Brac (França, 58 min)
- 2010 ː Diane Wellington, d'Arnaud des Pallières (França, 16 min)
- 2009 ː Un Transport en commun, de Dyana Gaye (França – Senegal, 48 min)
- 2008 - ficció ː Love You More, de Sam Taylor-Wood (Regne Unit, 15 min)
- 2008 - documental ː Gaza, souvenirs, de Samuel Albaric (França, 45 min)
- 2007 ː China, China, de João Pedro Rodrigues i João Rui Guerra da Mata (Portugal, 19 min)
- 2006 : Rapace, de João Nicolau (Portugal, 23 min)
- 2002 : La Chatte andalouse, de Gérald Hustache-Mathieu
- 2001 : Le Secret de Lucie, de Louise Thermes

### Premi documental sobre Grand Écran
(fins 2012)
- 2012 : Leviathan, de Véréna Paravel i Lucien Castaing-Taylor (Regne Unit - França - Estats Units, 87 min)
- 2011 ː L'Été de Giacomo, d'Alessandro Comodin (França-Itàlia-Bèlgica, 78 min)

### PremiGérard Frot-Coutaz
reprès en 2016 - antigament Premi de la pel·lícula francesa (fins 2012)
- 2017 : Les Garçons sauvages de Bertrand Mandico (França, 1h50)
- 2016 : La Papesse Jeanne, de Jean Breschand (França, 1h29)
- 2012 : Ma Belle gosse, de Shalimar Preuss (França, 80 min)
- 2011 ː Dernière séance, de Laurent Achard (França, 78 min)
- 2010 ː Kurdish Lover, de Clarisse Hahn (França, 98 min)
- 2009 ː La Vie au ranch, de Sophie Letourneur (França, 90 min)
- 2008 ː Je ne suis pas morte, de Jean-Charles Fitoussi (França, 190 min)
- 2007 ː À côté, de Stéphane Mercurio (França, 1 h 32)
- 2006 : Substitute, de Fred Poulet i de Vikash Dhorasoo (França, 70 min)

### Premi d'interpretacióJanine Bazin
(fins 2012)
- 2012 : Mihaela Sirbu a Everybody In Our Family (Papa vient dimanche), de Radu Jude (Romania, 108 min)
- 2011 (ex aequo) ː Laure Calamy a Un Monde sans femmes, Guillaume Brac (França, 58 min)
- 2011 (ex aequo) ː Daniel Arzrouni a Ok, Enough, Goodbye, de Rania Attieh i Daniel Garcia (Líban, 93 min)
- 2010 ː Claire Sloma a The Myth of the American Sleepover, de David Robert Mitchell (Estats Units, 97 min)
- 2008 ː Eleonore Hendricks a The Pleasure of Being Robbed, de Joshua Safdie (Estats Units, 71 min)
- 2007 (ex aequo) ː Samira Kaddour i Rachid Amrani as Rome plutôt que vous, de Tariq Teguia (Algèria, 111 min)
- 2007 (ex aequo) : Raphaël Bouvet a Où se trouve le chef de la prison ?, de Patric Chiha
- 2006 : Honor de cavalleria, d'Albert Serra (Espanya, 110 min)

Premi d'ajuda a la Post-Producció
- 2017 : L'Amour debout de Michael Dacheux (França)
- 2016 : Avant la fin de l'été de Maryam Goormaghtigh (França, 1h20)[11]